# 福田真未
福田 真未（ふくだ まみ、1992年6月15日 - ）は、福岡県福岡市出身の日本の女子プロゴルファーである。所属は安川電機。

## 経歴
沖学園中学校・高等学校卒業、同級生に福山恵梨（後のLPGA83期生）、山村彩恵（後のLPGA84期生）がいる。
アマチュア時代の主な成績として、「全国高等学校ゴルフ選手権大会」（高校女子・個人の部）連覇（2009年、2010年）がある。また2009年と2010年はJGAナショナルチーム入り。2010年の「第16回アジア競技大会」のゴルフ競技において、女子個人17位、女子団体4位の成績をおさめる。
高校卒業後の2011年、日本女子プロゴルフ協会（以下LPGA）最終プロテストに進出し8位で合格。LPGA83期生となる。
2012年2月アジアン女子ツアー「宮崎女子オープン」で優勝。
2014年はドラコンプロの山崎泰宏に師事。QTランキング26位でスタートし、LPGAツアー35試合に出場。年間獲得賞金ランキング（賞金ランク）27位で自身初のシード入り。
2017年11月の「伊藤園レディスゴルフトーナメント」でプロ7年目のLPGAツアー初優勝を果たす、この優勝は初日から首位を守り切る完全優勝であった。賞金ランク30位。
2018年8月の「北海道Meijiカップ」でトーナメントレコードとなる15アンダーをマーク、LPGAツアー2勝目を挙げた。賞金ランクは自身最高位となる20位。
2019年より安川電機所属となる。最終的に賞金ランク40位となり6年連続のシード入りを果たした。

## 優勝記録

### JLPGAツアー (2)
| No. | Date              | Tournament                       | スコア              | 2位との差 | 2位（タイ）    |
| --- | ----------------- | -------------------------------- | ------------------- | --------- | -------------- |
| 1   | 2017年11月10-12日 | 伊藤園レディスゴルフトーナメント | −11（65-68-72=205） | 1打差     | アン・ソンジュ |
| 2   | 2018年8月3-5日    | 北海道Meijiカップ                | −15（69-64-68=201） | 2打差     | 申ジエ         |